# Camptodiplosis boleti
Camptodiplosis boleti är en tvåvingeart som beskrevs av Jean-Jacques Kieffer 1901. Camptodiplosis boleti ingår i släktet Camptodiplosis och familjen gallmyggor. Inga underarter finns listade i Catalogue of Life.